# Plants vs Zombies
Plants vs Zombies és un joc del tipus Tower Defense del 2009 on cal protegir les plantes d'un jardí de l'atac d'uns zombies que avancen per columnes. Se'ls pot matar disparant des de flors o bolets i amb diversos aparells de la casa, al llarg de diferents nivells de creixent dificultat. En cadascun d'ells el jugador escull quin tipus de plantes podrà usar, ja que no totes poden posar-se al jardí al mateix temps, de manera que augmenta l'estratègia necessària per guanyar el joc. Els zombies tenen diferents característiques (porten un cubell protector, per exemple) que fan que calguin un nombre determinat de trets per matar-los. El joc va ser considerat per Gamezebo com un dels millors del seu any